# Primrose Hill
Primrose Hill es una colina de 65 m de altitud situada en el extremo norte de Regent's Park, Londres, Reino Unido. Pertenece al municipio londinense de Camden y da también nombre al barrio adyacente. La colina ofrece vistas del centro de Londres, así como de Hampstead y Belsize Park. Se trata de una de las zonas residenciales con el precio más elevado de la vivienda en la ciudad.
Por su interés histórico especial desde mayo de 2001 es un Monumento clasificado registrado de Grado II.
En 1993 la banda de britpop Blur, grabó fragmentos de video del grupo elevando cometas y al vocalista rodando cuesta abajo para el sencillo de 'For Tomorrow' y en septiembre de 2010 fue el lugar escogido para la localización de un video musical del grupo coral Libera.